# Antoni Rowiński
Antoni Rowiński (ur. 31 grudnia 1878 w Mirkowie, powiat kępiński, zm. 26 lutego 1963 w Bytomiu) – polski inżynier górnik, dyrektor kopalń.

## Życiorys
Był synem Franciszka (nauczyciela szkoły elementarnej) i Pauliny z Beckerów, młodszym bratem księgarza i działacza społecznego Stefana. Kształcił się w gimnazjach klasycznych w Kępnie i Ostrowie Wielkopolskim; w gimnazjum w Ostrowie działał w kole Towarzystwa im. Tomasza Zana (1901–1902 prezes). W 1902 wyjechał na studia w Akademii Górniczej we Freibergu (Saksonia). Po uzyskaniu dyplomu (1907) pozostał na uczelni przez rok jako asystent. W latach 1909–1922 był zatrudniony w kopalni węgla Paulus-Hohenzollern w Szombierkach należącej ówcześnie do hrabiów Schaffgotsch. Skorzystał on z ich sprzeciwu wobec Kulturkampfu zadeklarowanego wraz z hrabią Hugonem Henckel von Donnersmarckiem w odezwie do robotników Zum Schutze der Wahlfreiheit (W obronie wolności wyboru), w której napisali oni, że zatrudnią każdego, kto jest przeciwny Kulturkampfowi. Przechodził kolejne szczeble zawodowe w tej kopalni (nadzorca, sztygar, zawiadowca).
W 1920 włączył się w działalność plebiscytową; kierował Wydziałem Górniczym Polskiego Komisariatu Plebiscytowego dla Górnego Śląska, wchodził w skład komisji granicznej jako reprezentant strony polskiej. Od 1922 był związany z Polskimi Kopalniami Skarbowymi na Górnym Śląsku; pełnił funkcję dyrektora kopalni „Król-Północ”, od 1929 kopalni „Knurów”. Działał w Związku Górników i Hutników Polskich (prezes Koła Śląskiego) oraz (po przekształceniu związku) w Stowarzyszeniu Polskich Inżynierów Górniczych i Hutniczych (członek Zarządu Głównego).
Pierwsze miesiące II wojny światowej spędził w więzieniu niemieckim w Ostrowie w charakterze zakładnika (w zastępstwie chorego brata Stefana). Zwolniony w listopadzie 1939, przeniósł się wkrótce do Warszawy, gdzie pracował w przedsiębiorstwie przewozowym; po powstaniu warszawskim przebywał kolejno w Skierniewicach i Bieżanowie koło Krakowa. Brał udział w pracy konspiracyjnej, konsultując plany organizacji powojennego górnictwa w Polsce.
Po wojnie powrócił do pracy w przemyśle węglowym. Zajmował kolejno stanowiska dyrektora technicznego Bytomskiego Zjednoczenia Przemysłu Węglowego (1945–1946), członka Rady Techniczno-Ekonomicznej przy Centralnym Zarządzie Przemysłu Węglowego (1946–1949), kierownika oddziału w Przedsiębiorstwie Budowy Zakładów Przemysłowych w Mikołowie (1949–1951). Później był projektantem w Głównym Biurze Projektów Przemysłu Węglowego w Świętochłowicach (1951–1953) i Biurze Projektów Górniczych w Katowicach (1953–1958). 1 lipca 1958 przeszedł na emeryturę.
Z małżeństwa z Marią z Kielmanów nie miał dzieci.

## Ordery i odznaczenia
- Krzyż Oficerski Orderu Odrodzenia Polski (10 listopada 1928)[2]